# Hedensted Kirke
Hedensted Kirke ligger i centrum af Hedensted, midt mellem Horsens og Vejle.
Kirken stammer fra ca. 1175 og fremstår med de oprindelige granitkvadre. Under kirken har arkæologer fra Nationalmuseet fundet rester af den oprindelige trækirke, der blev bygget 1050–1150. 
Kirken nævnes første gang 28. august 1297.
Kirken er udsmykket med en række kalkmalerier; et forestiller Adam og Eva i Paradisets have. Kirkens prædikestol og altertavle er fra 1600-tallet.
Kirkens tårn blev bygget omkring 1475. Det blev revet ned i 1939 og erstattet af det nuværende. I 2002 blev kirken udvidet med en tilbygning på nordsiden. Herfra er der adgang til kirken ad den gamle kvindedør.

## Eksterne kilder og henvisninger
- Wikimedia Commons har flere filer relateret til Hedensted Kirke
- Hedensted Kirke hos danmarkskirker.natmus.dk (Danmarks Kirker, Nationalmuseet).
- Hedensted Kirke Arkiveret 31. januar 2011 hos  Wayback Machine hos nordenskirker.dk
- Hedensted Kirke hos KortTilKirken.dk